# Superliga Femenina de Voleibol 2012-2013
La Superliga Femenina de Voleibol 2012-2013 si è svolta dal 3 novembre 2012 al 27 aprile 2013: al torneo hanno partecipato 10 squadre di club spagnole e la vittoria finale è andata per la prima volta all'Haro.

## Regolamento
Le dieci squadre partecipanti hanno disputato un girone all'italiana, con gare di andata e ritorno, per un totale diciotto giornate: al termine della regualar season, le prime quattro classificate hanno acceduto ai play-off scudetto, strutturati in semifinali e finale, entrambi giocati al meglio di tre vittorie su cinque gare, mentre l'ultima classificata è retrocessa in Superliga 2.

## Squadra partecipanti
- Aguere
- Barcellona
- Haro
- JAV Olímpico
- Ciutadella
- A Pinguela
- Murcia
- Murillo
- Iruña
- Cuesta Piedra

## Torneo

### Regular season

#### Classifica
| Pos. | Squadra       | Pt | G  | V  | P  | SV | SP | Ratio | PF   | PS   | Ratio |
| ---- | ------------- | -- | -- | -- | -- | -- | -- | ----- | ---- | ---- | ----- |
| 1.   | Haro          | 49 | 18 | 16 | 2  | 51 | 9  | 5.666 | 1444 | 1037 | 1.392 |
| 2.   | Murillo       | 48 | 18 | 17 | 1  | 51 | 11 | 4.636 | 1469 | 1066 | 1.378 |
| 3.   | Murcia        | 39 | 18 | 13 | 5  | 45 | 22 | 2.045 | 1537 | 1304 | 1.178 |
| 4.   | Barcellona    | 33 | 18 | 11 | 7  | 37 | 25 | 1.480 | 1392 | 1230 | 1.131 |
| 5.   | Iruña         | 30 | 18 | 10 | 8  | 37 | 32 | 1.156 | 1514 | 1431 | 1.058 |
| 6.   | Ciutadella    | 30 | 18 | 9  | 9  | 35 | 31 | 1.129 | 1423 | 1395 | 1.020 |
| 7.   | JAV Olímpico  | 16 | 18 | 6  | 12 | 20 | 41 | 0.487 | 1204 | 1401 | 0.859 |
| 8.   | A Pinguela    | 13 | 18 | 4  | 14 | 19 | 44 | 0.431 | 1238 | 1466 | 0.844 |
| 9.   | Aguere        | 9  | 18 | 3  | 15 | 11 | 45 | 0.244 | 993  | 1353 | 0.733 |
| 10.  | Cuesta Piedra | 3  | 18 | 1  | 17 | 5  | 51 | 0.980 | 854  | 1385 | 0.616 |

| Qualificate ai play-off scudetto | Retrocessa in Superliga 2 |

### Play-off scudetto

#### Tabellone
|  | Semifinali | Semifinali | Semifinali | Semifinali | Semifinali | Semifinali | Semifinali |  |  | Finale  | Finale  | Finale  | Finale | Finale | Finale | Finale |  |
|  |            |            |            |            |            |            |            |  |  |         |         |         |        |        |        |        |  |
|  | Haro       | Haro       | Haro       | Haro       | 3          | 3          | 3          |  |  |         |         |         |        |        |        |        |  |
|  | Barcellona | Barcellona | Barcellona | Barcellona | 1          | 1          | 0          |  |  | Haro    | Haro    | Haro    | 2      | 3      | 3      | 3      |  |
|  | Murillo    | Murillo    | Murillo    | Murillo    | 3          | 3          | 3          |  |  | Murillo | Murillo | Murillo | 3      | 2      | 0      | 1      |  |
|  | Murcia     | Murcia     | Murcia     | Murcia     | 2          | 1          | 0          |  |  |         |         |         |        |        |        |        |  |

#### Risultati
| Semifinali |                 |     |                                  |
|            |                 |     |                                  |
| 30-03      | Haro-Barcellona | 3-1 | 25-17, 28-26, 21-25, 25-21       |
| 29-03      | Murillo-Murcia  | 3-2 | 23-25, 25-17, 30-28, 21-25, 15-8 |

| 31-03 | Haro-Barcellona | 3-1 | 28-26, 25-27, 25-16, 25-20 |
| 30-03 | Murillo-Murcia  | 3-1 | 21-25, 25-23, 25-21, 25-19 |

| 05-04 | Barcellona-Haro | 0-3 | 22-25, 23-25, 17-25 |
| 05-04 | Murcia-Murillo  | 0-3 | 16-25, 25-27, 21-25 |

| Finale |              |     |                                   |
|        |              |     |                                   |
| 20-04  | Haro-Murillo | 2-3 | 24-26, 20-25, 25-22, 25-21, 12-15 |
| 21-04  | Haro-Murillo | 3-2 | 25-21, 25-18, 19-25, 18-25, 16-14 |
| 26-04  | Murillo-Haro | 0-3 | 25-27, 23-25, 25-27               |
| 27-04  | Murillo-Haro | 1-3 | 21-25, 25-20, 22-25, 18-25        |